# Hemidactylus craspedotus
Hemidactylus craspedotus – gatunek jaszczurki z rodziny gekonowatych (Gekkonidae), znany w Polsce pod nazwą gekon tajski domowy.

## Wygląd
Niewielki gekon dorastający do 16 cm długości. Samce niewiele większe od samic. Ciało lekko spłaszczone, po bokach biegną fałdy skórne (zawinięte pod brzuchem). Ogon zakończony w charakterystyczny sposób przypominający grot strzały. Palce posiadają przylgi zakończone pazurkami. Skóra pokryta drobnymi łuskami, na brzuchu prawie prześwitująca. Ubarwienie zmienne w zależności od stanu gekona. Od jasnobeżowego do ciemnobrązowego. Na grzbiecie posiada rzędy plamek.
Długość życia: Żyje ok. 5 lat

Pokarm: Zwierzęcy (świerszcze, karaczany, szarańcza)

Aktywny: Jaszczurka aktywna w nocy

Dymorfizm płciowy: Widoczny po czasie 3–5 miesięcy od wyklucia

## Występowanie
Występuje w południowo-wschodniej Azji i na Półwyspie Indochińskim. W naturze spotyka się go na pniach drzew lub wygrzewającego się na ścianach budynków. Lubi przebywać w pobliżu siedzib ludzkich.

## Pożywienie
Żywią się drobnymi bezkręgowcami. Ćmy, muchy, mniejsze motyle, niewielkie świerszcze. Podczas hodowli warto jak najobficiej urozmaicać pokarm. Owady z odłowu mogą przenosić pasożyty, grzyby czy roztocza. Należy pamiętać o dodatkowych witaminach.

## Zachowanie
Jak wszystkie jaszczurki, płochliwa jednak nie jest trudno ją oswoić. Z uwagi na drobne ciało należy być ostrożnym biorąc ją na dłoń. Nie jest agresywna. Można ją trzymać z innymi gatunkami, jednak jest to niewskazane.

## Terrarium
Terrarium najlepiej typu wertykalnego. Wentylowane. Optymalne wymiary 50/40/60 cm (długość/głębokość/wysokość) Lecz czym większe tym bardziej komfortowo będą się czuły. Przynajmniej jedna a najlepiej wszystkie ściany z korka. Mata grzewcza lub kamienie podgrzewane. Jedna lub dwie kryjówki.
- Oświetlenie: najlepiej stosować promiennik podczerwieni (50/75 W), zależnie od wielkości terrarium. Lampy UVB niewymagane.
- Temperatura: 26–30 °C, punktowo nawet do 40 °C (noc 22–25 °C)
- Wilgotność powietrza: Na poziomie 70% (2 razy dziennie lub częściej zwilżamy terrarium)